# Synaldis propedistractam
Synaldis propedistractam är en stekelart som beskrevs av Papp 1993. Synaldis propedistractam ingår i släktet Synaldis och familjen bracksteklar. Inga underarter finns listade i Catalogue of Life.